# Agelasta antennata
Agelasta antennata es una especie de escarabajo longicornio del género Agelasta, categorizada en la tribu Mesosini, de la subfamilia Lamiinae. Fue descrita por Yamasako & Heffern en 2018.

## Descripción
Mide 16,6-20,5 mm de longitud.

## Distribución
Se distribuye por Indonesia (Borneo).